# Carmine Persico
Carmine John Persico, Jr., conosciuto anche come Junior, The Snake (Il serpente), Immortal (Immortale) (Brooklyn, 8 agosto 1933 – Durham, 7 marzo 2019), è stato un mafioso statunitense, capo della famiglia Colombo dagli anni settanta.

## Biografia
Carmine John Persico Jr. nacque l'8 agosto del 1933 a New York, a Brooklyn, da Carmine John Persico Sr., che era stato un uomo della famiglia Luciano comandata da Lucky Luciano durante gli anni trenta.
È fratello del capo della famiglia Colombo,  Persico, e zio di Theodore Persico Jr.; il suo fratello più anziano, Marcello Persico, che aveva lo stesso nome di suo figlio, morì mentre era in prigione nel marzo 1989; altri parenti erano Frank Persico, membro della famiglia Colombo e agente di cambio, i cugini Vittorio "Vic" Orena, Daniel Persico, Lawrence A. Persico, Carmine L. Persico, Alphonse Persico Sr., John DeRoss e i suoi figli criminali Jamie T. DeRoss e John DeRoss Jr e Andrew "Andy Mush" Russo, che vennero entrambi riconosciuti come capitani della famiglia Colombo negli anni ottanta. È anche parente per parte di padre di Robert Persico, capo della banda Mount Vernon di New York. Orena divenne boss di facciata della famiglia Colombo, venne incarcerato e degradato.
All'età di diciassette anni, Persico fu sospettato di aver commesso un omicidio. Un informatore della polizia di New York, noto solo come "Blue Angel", identificò Persico come il responsabile, ma prima che fosse incastrato, suo fratello Alphonse "Allie Boy" confessò il crimine e venne condannato a 20 anni di carcere. Dopo essere stato coinvolto in una rapina e nelle estorsioni alla fine degli anni quaranta, Persico conobbe Joseph "Crazy Joe" Gallo e i fratelli Gallo, che sarebbero stati suoi alleati e in seguito nemici giurati.
Durante gli anni cinquanta, Persico venne introdotto nella famiglia Profaci, sotto il comando di Giuseppe "Joe" Profaci e fu presto molto coinvolto con estorsioni, racket, dirottamento merci, gioco d'azzardo, traffico di droga e specialmente con l'omicidio su commissione, oltre che a essere uno dei criminali che divennero più potenti durante la metà degli anni cinquanta. "Crazy Joe" Gallo e i suoi fratelli vennero introdotti nella famiglia allo stesso modo di Persico e la loro amicizia sarebbe stata davvero messa alla prova.
Dopo che i Gallo vennero introdotti nella famiglia, divennero presto una leggenda a New York. Dopo che Giuseppe "Joe" Profaci li aveva tassati per anni, quando organizzò l'omicidio del membro della famiglia, Frank "Frankie Shots" Abbatemarco, i fratelli Gallo furono reclutati dai membri della Commissione Carlo Gambino e Thomas Lucchese per rovesciare la leadership della famiglia Profaci. Per ottenere più supporto, i Gallo cercarono Persico come loro alleato e iniziarono ad organizzare una nuova leadership della famiglia Colombo.
Nel febbraio del 1961 Gallo e Persico organizzarono il rapimento di un importante membro della famiglia Profaci come il sottoboss Joseph "Joe Malayak" Magliocco e il caporegime Joseph Colombo per provare a cambiare la leadership della famiglia. In un incontro tra i fratelli Gallo e Carmine Persico e il consigliere della fazione di Profaci, Charles "Charlie the Sidge" Lociciero, i membri furono rilasciati nella speranza di un profitto migliore e di pace tra le due fazioni.
Nell'agosto del 1961 però, Larry Gallo fu attirato in un bar dove, mentre stava per essere strangolato dai membri della fazione di Profaci, entrò un poliziotto, sventando l'assassinio e facendolo scappare. Per vendetta, i Gallo iniziarono una continua sparatoria contro i Profaci ovunque essi fossero e Persico sarebbe stato ferito diverse volte durante lo scontro. Dopo diversi attentati alla sua vita, Carmine Persico cambiò schieramento e si mise nella fazione dei Profaci, cosa che non fece piacere ai fratelli Gallo.
Ma alla fine del 1961, l'FBI colpì la fazione dei Gallo, rimuovendo "Crazy Joey" Gallo dalla circolazione e incrimandolo per estorsione. Nonostante questo, gli uomini della fazione continuarono a colpire contro Profaci. Il 6 giugno 1962, il boss Joe Profaci morì di cancro ai polmoni e fu rimpiazzato da Joe Magliocco, che promosse Persico in quello stesso anno. Ma Carlo Gambino, Thomas Lucchese e i fratelli Gallo non erano soddisfatti della decisione.
Nel 1963, sperando di indebolire Magliocco, i Gallo presero di mira il suo uomo più forte, Carmine Persico. L'auto di Persico fu oggetto di un attentato incendiario nel 1963, ma lui scampò alla morte, rimanendo leggermente ferito. Il 19 maggio di quell'anno Persico fu oggetto di un ennesimo attentato, dove, secondo l'esperto del crimine Jerry Capeci, rimase colpito in faccia, alle mani e alle spalle. Ma si dimostrò così forte sputò uno dei proiettili che gli erano entrati in faccia, episodio che gli fece guadagnare il soprannome di "Immortale". Hugh McIntosh, uno degli uomini di Persico, subì un attentato giorni dopo, ma riuscì a sopravvivere. Più tardi, nello stesso anno, sia Persico sia McIntosh vennero incarcerati per dirottamento di merci ed estorsione.
Dopo quasi quattro anni di guerra interna, i rimanenti della fazione dei Gallo non avevano abbastanza forza per continuare a combattere, a causa degli sforzi della legge di incastrarli e della crescita della fazione di Magliocco. Per questo motivo nel 1963, "Crazy Joe" Gallo rinunciò. "Joe Malayak" Magliocco decise di non concentrarsi sui fratelli Gallo, poiché c'erano dei soldi in ballo.
Dopo la guerra tra i Gallo e Profaci, Joe Magliocco e il capo della famiglia Bonanno, Joseph "Joe Bananas" Bonanno, divennero amici e decisero di creare l'alleanza tra le due famiglie, in modo tale da lavorare insieme e diventare più potenti che mai. Ciò avvenne quando capirono che Carlo Gambino e Thomas Lucchese avevano influenzato i fratelli Gallo per farli combattere e decisero di organizzare gli omicidi di Gambino e Lucchese, per prendere il controllo della Commissione. Ma quando il piano fu spiegato al capitano della famiglia Profaci, Joe Colombo, questi capì che uccidendo Gambino avrebbe messo fine a Cosa Nostra e avvertì sia Gambino sia Lucchese dei piani di Magliocco e Bonanno. Questi ultimi vennero portati dinanzi alla Commissione, dove si presentò solo Magliocco, che fu condannato solamente a pagare 50000 dollari e a cedere la carica di boss, che venne affidata dalla Commissione, per i suoi meriti, a Joe Colombo e da allora la famiglia divenne famiglia Colombo. Dopo più di dieci anni di servizio, Carmine Persico, che era in prigione per dirottamento di merci ed estorsione, venne ricompensato con la posizione di caporegime da Joseph Colombo.
Quando raggiunse il grado di caporegime, Carmine Persico volle occuparsi degli affari "di strada". Quando Joe Valachi divenne il primo collaboratore di giustizia di Cosa Nostra, testimoniò che "Qualunque affare vi fosse per strada, Persico era sempre lì", per sottolineare come Persico fosse coinvolto con il racket, le estorsioni, il dirottamento merci, il gioco d'azzardo, lo strozzinaggio e l'omicidio su commissione. In tal modo, il gruppo di Carmine Persico divenne, durante gli anni sessanta, uno dei più ricchi della famiglia Colombo.
Alla fine degli anni sessanta, Colombo divenne molto attaccato dalla comunità degli italo-americani e ciò lo avrebbe portato alla sua fine, dal momento che Carlo Gambino, considerato il boss più potente di New York, influenzò la Commissione e pensava che Colombo stesse attirando troppa attenzione, attenzione di cui la Mafia non aveva bisogno.
Il 28 giugno 1971 migliaia di persone si riunirono al Columbus Circle per il secondo raduno annuale per la difesa dei diritti degli italo-americani. Apparentemente, l'afro-americano Jerome Johnson sparò a Colombo nella folla, mentre il secondo assassino scappò e non fu mai identificato. Si pensò che l'assassinio fosse stato organizzato da qualcuno di molto più potente di Johnson. Sia Carlo Gambino sia Carmine Persico, e molti altri, furono arrestati e interrogati giorni dopo, mentre Joe Gallo venne interrogato in prigione. Nessuno venne accusato dell'attentato a Colombo. Questi sopravvisse, ma rimase in coma per sette anni, senza riprendere conoscenza. Il 22 maggio 1978 Joe Colombo morì nella sua villa nel New Jersey.
Giorni dopo l'attentato a Colombo, Persico venne arrestato e interrogato per aver organizzato l'omicidio, ma fu lasciato andare. In quello stesso momento, venne di nuovo accusato per strozzinaggio, omicidio ed estorsione, ma a causa della mancanza di prove venne rilasciato nel 1971. Dopo essere uscito di galera, Persico venne considerato come il nuovo boss della famiglia Colombo, ma a causa delle indagini e della costante sorveglianza della polizia, si abbassò al grado di sottoboss e mise Vincenzo "Vinny" Aloi come boss di facciata, mentre lui era sotto processo. Anche se non era stato nominato ufficialmente come boss, Persico deteneva il controllo della famiglia.
Alla fine del 1971 "Crazy Joe" Gallo venne rilasciato dopo aver scontato dieci anni per estorsione e il futuro di Persico come boss della famiglia Colombo divenne incerto, quando si pensò che Gallo fosse pronto ad iniziare una nuova guerra. Il 7 aprile 1972, dopo aver festeggiato il suo compleanno in compagnia di amici al night club Copacabana, Gallo, il suo guardaspalle e quattro donne andarono a Little Italy, nei bassifondi di Manhattan, per cercare un ristorante aperto. Trovarono la Casa delle Vongole di Umberto, sulla Mulberry Street, dove la festa fu improvvisamente interrotta quando quattro killer iniziarono a sparare. Gallo, nonostante fosse rimasto colpito diverse volte, uscì dal locale ma morì mentre cercava di salire sulla sua Cadillac.
Carmine Persico fu arrestato giorni dopo, ma rilasciato per mancanza di prove. Più tardi, Persico sarebbe stato incarcerato dal 1973 al 1979, per dirottamento di merci e strozzinaggio, e dopo il suo rilascio fu condannato ad altri cinque anni per estorsione. Ancora, negli anni settanta, Persico era al comando della famiglia Colombo come sottoboss.
Durante la condanna dal 1973 al 1979 Persico riuscì a mantenere il controllo sulla famiglie. Ciò fu dovuto all'abilità di aver piazzato membri chiave come Dominick "Donnie Shacks" Montemarano e Joseph "Joe T." Tomasello, entrambi dal tempo dello scontro tra Persico e i fratelli Gallo. Tra gli altri vi erano Charles Panarella e i fratelli Aloi, Vincenzo "Vinny" e Benedetto "Benny" Aloi. L'incarcerazione di Persico coincise con il rilascio di suo fratello Alphonse per aver confessato i precedenti omicidi. Alphonse Persico sarebbe stato nominato boss di facciata e accanto a lui vi sarebbero stati Gennaro Langella e suo fratello Teddy Persico.
Il 31 gennaio 1985 l'FBI nominò Persico come il trecentonovantesimo fuggitivo da inserire nella lista dei dieci latitanti più ricercati. Persico era stato accusato di racket, estorsione, omicidio e cospirazione. Thomas DiBella si era dimesso dalla posizione di boss di facciata e vi era stato messo Gennaro "Jerry Lang" Langella dallo stesso Persico, mentre era latitante. Persico venne arrestato il 5 febbraio del 1985 a New York e condannato con altri 10 alti membri delle Cinque Famiglie. Le indagini ebbero come risultato il Processo alla Mafia che iniziò 10 giorni dopo la cattura di Persico.
Carmine Persico Jr. venne accusato di omicidio, cospirazione, riciclaggio di denaro sporco e racket nei primi del 1985. Dopo aver licenziato il suo avvocato, Persico decise di difendersi da sé durante il processo, cosa inusuale per chiunque, specialmente per un boss di una delle Cinque Famiglie. Persico avrebbe ricevuto il consiglio di avvocato lo guidarono quando i giudici lo interrogarono. Ma nel 1986 Persico, Gennaro "Gerry Lang" Langella e tutti gli imputati vennero riconosciuti colpevoli di tutte le accuse, ricevendo l'ergastolo, oltre che 39 anni per estorsione. Furono anche costretti a pagare una multa di 250000 dollari. Carmine Persico venne mandato nel carcere federale di Lompoc, in California.
Dopo l'incarcerazione di Persico, i suoi rivali sarebbero diventati potenti, tra questi il boss di facciata nominato da Persico nel 1988, Vittorio "Vic" Orena. Orena, forte e leale caporegime di Brooklyn, che era parente di Persico, si dissociò dalla leadership vera e propria, e decise di rimpiazzare Persico alla guida della famiglia Colombo alla fine degli anni ottanta, quando si alleò con il boss della famiglia Gambino, John Gotti. In questo modo fu facile per Orena ottenere il controllo della famiglia, influenzandone i capitani Vincent e Benedetto Aloi.
Persico si sentiva minacciato da Orena e con l'aiuto di Carmine Sessa, consigliere della famiglia, organizzò l'attentato contro Orena. Il 20 giugno 1991, una squadra composta da cinque uomini ingaggiati da Sessa, andò a casa di Orena, a Long Island. Ma uno degli uomini iniziò a sparare prima che gli altri uomini fossero in posizione, così Orena li vide venire e riuscì a scappare. Dopo l'attentato alla vita di Orena, Sessa di appellò alla Commissione a nome di Persico, dipingendo Orena come un traditore e chiedendo che fosse rimosso. Nel 1993, dopo un totale di dodici omicidi, due dei quali erano astanti e gli altri feriti, l'FBI e la polizia di Brooklyn smantellò la fazione di Orena, incluso lo stesso Victor, che fu arrestato nel 1992. Giorni dopo, più di 402 membri della fazione di Persico vennero arrestati e incastrati per racket, omicidio e cospirazione volta all'omicidio. Fu durante il processo alla famiglia Colombo, che il sottoboss Gregory Scarpa sarebbe diventato un informatore e avrebbe testimoniato contro dozzine di membri della famiglia Colombo, incluso Vic Orena. Alla fine del 1992, il più potente caporegime di Orena, Pasquale "Patty" Amato, fu arrestato con i rimanenti della fazione di Orena. Più tardi, Carmine Persico e i restanti membri della sua fazione avrebbero detto di aver vinto la terza guerra della famiglia Colombo. Orena e i suoi sottoposti sarebbero stati condannati all'ergastolo ed esclusi dalla famiglia Colombo.
Dopo la guerra, dal 1991 al 1993, il figlio di Persico, Alphonse "Little Allie Boy" Persico fu un candidato alla posizione di boss, dal momento che era stato riconosciuto come caporegime nel 1986, ma era sotto processo per associazione con le figure di spicco del crimine organizzato, Persico creò una commissione consistente nel fratello di Persico e capitano, Teddy Persico, insieme a Joseph Baudanza e Joseph T. Tomasello, ma con il rilascio di Andrew "Andy Mush" Russo mel 1994, potente membro della famiglia Colombo e altro parente di Persico, Persico scelse Russo come boss di facciata e ruppe l'alleanze nei primi del 1994. Russo sarebbe stato arrestato e incarcerato nel 1996. Joel "Joe Waverly" Cacace sarebbe allora stato promosso.
Persico fu condannato all'ergastolo nel 1996 e spedito al penitenziario federale di Lompoc, dove il suo numero di matricola era 74666-158. Mentre era in prigione con diversi associati, Persico incontrò Joseph "J.R." Russo, associato alla famiglia Lucchese, considerato consigliere della famiglia Patriarca, prima di essere condannato a 15 anni per omicidio. Anche se condannato all'ergastolo, Persico fondò i "Lompoc Four", una band in cui Russo suonava la chitarra e Persico la batteria, che gareggiava nella competizione annuale carceraria. Dopo la morte di Russo nel 1998, Persico rimase a Lompoc fino al 2004 quando Lompoc fu demolita per fare spazio ad un centro di massima di sicurezza e ad un riformatorio e gran parte dei prigionieri furono trasferiti. Persico fu portato in un carcere della North Carolina, vicino all'infermeria della prigione, perché a quel tempo stava rischiando di morire per un enfisema.
Mentre Alphonse Persico era fuori di prigione non seppe tenere il comando della famiglia fino ai primi del 1999 quando venne rilasciato di prigione. Allie divenne boss di facciata dell'indebolita famiglia Colombo, quando lui e il leale sottoboss John "Jackie" DeRoss organizzarono l'omicidio di diversi sostenitori di Orena nel gruppo di William "Wild Bill" Cutolo, che fu convocato in un incontro nella speranza di diventare sottoboss e non fu mai più visto. Un membro del gruppo di Cutolo, Joseph "Joe Campy" Campanella, fu aggredito dagli uomini di Allie Persico, ma riuscì a sopravvivere e divenne in seguito un informatore. Le esecuzioni avvenivano però tutte su ordine di Persico Sr.
Il regno di Allie come boss della famiglia Colombo finì presto per diverse accuse. Nel 2000, venne condannato a 18 mesi di galera per possesso illegale di arma da fuoco. La guardia costiera aveva perquisito la sua barca e aveva trovato una calibro 38.
Il 24 gennaio 2001, giorno del suo rilascio, Allie fu di nuovo incastrato per dirottamento di merci e venne sospettato per la scomparsa di Cutolo. Il 20 dicembre 2001 venne riconosciuto colpevole di dirottamento merci, condannato a 13 anni di galera e a pagare una multa di un milione di dollari.
Il 14 ottobre del 2004 Allie e DeRoss furono accusati di racket e cospirazione contro Cutolo e Campanella. Il primo processo finì in un nulla di fatto. Il 28 dicembre 2007 Allie Persico e Jackie DeRoss sono stati condannati per l'omicidio di Cutolo all'ergastolo. Come suo padre, Allie finirà i suoi giorni in galera.
Carmine Persico Jr. rimase il boss della famiglia Colombo fino alla sua morte.
Carmine Persico rimase alla guida della famiglia Colombo dagli anni settanta, ovvero da quando Joseph Colombo venne aggredito e il nome di Persico figura in diversi omicidi, essendo stato al potere per oltre tre decenni. Durante la sua vita è sopravvissuto a tre guerre interne, all'ergastolo e a più di venti aggressioni.
Il 7 marzo 2019, Carmine Persico morì al Duke University Medical Center nel Carolina del Nord, all'età di 85 anni.